# I’m Different
«I’m Different» (кор. 나는 달라, Naneun Dalla; рус. Я другая) — совместный сингл корейских певиц Ли Хай и Ли Сухён, участницы дуэта Akdong Musician. Также, в качестве приглашённого исполнителя в записи принял участие рэпер Bobby, участник бойз-бенда iKON.
Сингл был издан в формате цифровой дистрибуции 11 ноября 2014 года лейблами YG Entertainment и KT Music. В первую неделю после выхода сингл возглавил корейский хит-парад Gaon Digital Chart.
В рецензии издания Billboard «I’m Different» описывается как дуэт, вдохновлённый джазом и фанком, отражающий уникальный стиль и энергию обеих певиц.
Чарты
| Страна                 | Чарт            | Наивысшая позиция |
| ---------------------- | --------------- | ----------------- |
| Южная Корея Gaon Chart | Digital Chart   | 1                 |
| Южная Корея Gaon Chart | Download Chart  | 1                 |
| Южная Корея Gaon Chart | Streaming Chart | 2                 |
| Южная Корея Gaon Chart | BGM Chart       | 1                 |
| Южная Корея Gaon Chart | Mobile Chart    | 19                |